# Não me importava morrer se houvesse Guitarras no Céu
Não me importava morrer se houvesse Guitarras no Céu (dt.: Mir würde es nichts ausmachen zu sterben, wenn es im Himmel Gitarren gäbe) ist ein Dokumentarfilm des portugiesischen Regisseurs Tiago Pereira aus dem Jahr 2012.
Pereira widmet seinen Film der Chamarrita, einem Gruppenvolkstanz, dessen Tradition auf den Azoreninseln Faial und Pico heute noch gepflegt wird.
Neben der klassischen Gitarre wird hierzu auf den Azoren vor allem die Viola da terra verwendet, eine mit meist 12 Saiten, die nur mit dem Daumen angeschlagen werden, versehene Gitarrenvariante.
Der Film entstand in Zusammenarbeit mit der Associação Cultural Música Vadia und wurde von der Kulturabteilung der Regionalregierung der Azoren finanziert. Er wurde am 22. Oktober 2012 im Rahmen des 10. Doclisboa im Cinema São Jorge in Lissabon uraufgeführt.